# Ambrosio Martínez Bustos

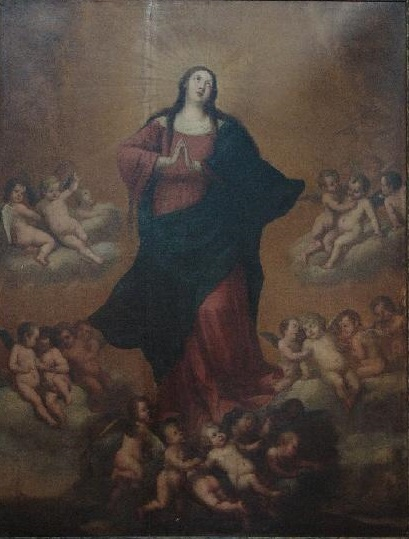
Inmaculada, óleo sobre lienzo, 235,5 x 183 cm, Granada, Museo de Bellas Artes.

Ambrosio Martínez Bustos (1614-1672), fue un pintor barroco español activo en Granada.
Natural y vecino de Granada, Martínez Bustos habría sido «pintor de mucho crédito, de la escuela del Racionero Alonso Cano» según Antonio Palomino, quien lo creía muerto «mozo» en la misma ciudad y hacia 1674, aunque en realidad debía de ser un pintor ya formado cuando en 1652 Cano retornó a su ciudad natal con intención de instalarse definitivamente en ella. Ceán Bermúdez, sin añadir nueva información a lo escrito por Palomino, tenía peor concepto de su pintura, que él también creía continuadora del estilo de Cano, pero con amaneramientos y sin la exactitud del maestro en el dibujo.
Nacido en el seno de una familia acomodada, se formó en el taller de Miguel Jerónimo de Cieza, testigo en el expediente matrimonial de Martínez Bustos el 8 de febrero de 1635. El taller de Cieza era uno de los más activos y de mayor prestigio en Granada y serán sus enseñanzas las que siga Martínez quien, además, como el resto de pintores granadinos antes de la llegada de Cano, estuvo influido por la pintura flamenca conocida a través de estampas, como se observa en sus Inmaculadas del Museo de Bellas Artes de Granada, de seca y dura ejecución. Su especialidad como pintor fue precisamente el tema de la Inmaculada Concepción, del que se conservan varios ejemplares (iglesias de san Andrés, San Cecilio y Santa Escolástica, Museo de Bellas Artes, Casa de los Tiros y otras), pero además fue tema de sus versos, habiendo sido también poeta según indicaba Palomino. Colaboró además con Pedro Atanasio Bocanegra y los Cieza en las decoraciones efímeras para las fiestas del Corpus Christi.